# Ölertrag
Der Ölertrag ist ein Maß für die landwirtschaftliche Produktion von Pflanzenöl auf einer Anbaufläche innerhalb eines bestimmten Zeitraums, bezogen auf eine bestimmte Pflanzenart. Er ist abhängig vom Flächenertrag und dem Ölgehalt der Pflanze. Diese wiederum werden unter anderem von den Vegetationsbedingungen (zum Beispiel Boden- und Klimaverhältnisse), der Anbauweise sowie der Saatsorte und -qualität bestimmt.
Der Ölertrag unterscheidet sich stark je nach Pflanzenart und Anbaubedingungen. Der jährliche Ölertrag von Rapssaat liegt bei ca. 1.600 l/ha, der Ölertrag von Sojabohnen bei rund 640 l/ha. Der Ölertrag von Hanf beträgt 180 bis 350 l/ha im Jahr.
Der Ölertrag ist eine wichtige Zielgröße beim landwirtschaftlichen Anbau von Ölpflanzen, da er den ökonomischen Ertrag wesentlich beeinflusst. Neben der ökonomischen Relevanz dient der Ölertrag auch zur Einschätzung der Flächeneffizienz des Pflanzenbaus, die vor allem bei zunehmender Flächenkonkurrenz an Bedeutung gewinnt. Bei der Nutzung von Pflanzenöl als Nachwachsender Rohstoff für Bioenergie (zum Beispiel als Pflanzenölkraftstoff oder Biodiesel) tritt neben den Ölertrag der Energieertrag, der den Vergleich mit anderen Energiepflanzen ermöglicht.